# 巴達赫尚伊斯蘭酋長國
巴達赫尚伊斯蘭酋長國，是阿富汗國內一個行沙里亞法不受承認的酋長國，在阿富汗的巴達赫尚省。在1996年成立。

## 歷史
該地區在1990年代由忠於塔吉克族領導人布爾漢努丁·拉巴尼和艾哈邁德·沙阿·馬蘇德的部隊控制，他們在1996年之前實際上是國家政府。巴達赫尚省是1996年至2001年唯一沒有落入塔利班控制的省份。但在正在進行的戰爭期間，塔吉克人毛拉維·沙裡奇在鄰近的努里斯坦建立了一個非塔利班伊斯蘭酋長國，由阿富汗伊斯蘭革命國建立。在2010年代，塔利班叛亂分子襲擊並控制了該省。